# Accept
Accept je německá heavymetalová hudební skupina z města Solingen. Skupinu na počátku 70. let 20. století založil Udo Dirkschneider, který svým hlasem profiloval skupinu. 
První album skupina nahrála v roce 1979. Postupem několika let a především zásluhou alba Restless and Wild (1982) se skupina vyšplhala mezi špičku heavy metalových skupin. Následující roky skupina postupně vydávala své nejúspěšnější desky Balls to the Wall (1983), Metal Heart (1985), Russian Roulette (1986). V roce 1987 Udo Dirkschneider pro neshody ze skupiny odešel a založil novou skupinu U.D.O. Důvodem odchodu byly nové plány skupiny, která chtěla oslovit americké publikum a tím i změnit hudební styl. Pozici zpěváka převzal David Reece a skupina na to, hned vydala album Eat the Heat (1989), které nedosáhlo žádných úspěchů. Následně Udo Dirkschneider s Acceptem znovu odehrál několik koncertů a nahrál další úspěšnou desku Objection Overruled (1993). Po méně úspěšných albech Death Row a Predator se Udo Dirkschneider vrátil ke své skupině U.D.O. a do skupiny Accept se vracel jen sporadicky. V roce 2005 skupina ukončila svoji činnost. V roce 2010 kytarista Wolf Hoffmann a baskytarista Peter Baltes skupinu obnovili s novými členy. Místo zpěváka obsadil Mark Tornillo.
Skupina hrála důležitou roli ve vývoji speed metalu a power metalu.
Mezi nejúspěšnější alba patří Balls to the Wall, Restless and Wild a Metal Heart. Největšími hity kapely jsou Balls to the Wall, Metal Heart, Princess Of The Dawn a Fast as a Shark (Udo Dirkschneider era), Teutonic Terror (Mark Tornillo era).

## Sestava
- Mark Tornillo – zpěv
- Wolf Hoffmann – kytara
- Uwe Lulis – kytara
- Martin Motnik – baskytara
- Christopher Williams – bicí
- Philip Shouse – kytara

## Diskografie
- 1979 – Accept
- 1980 – I'm a Rebel
- 1981 – Breaker
- 1982 – Restless and Wild
- 1983 – Balls to the Wall
- 1985 – Metal Heart
- 1986 – Russian Roulette
- 1989 – Eat the Heat
- 1993 – Objection Overruled
- 1994 – Death Row
- 1996 – Predator
- 2010 – Blood of the Nations
- 2012 – Stalingrad
- 2014 – Blind Rage
- 2017 – The Rise of Chaos
- 2021 – Too Mean to Die
- 2024 – Humanoid